# جيم ويلسون (لاعب كرة قاعدة)
جيم ويلسون (بالإنجليزية: Jim Wilson) هو لاعب كرة قاعدة أمريكي، ولد في 20 فبراير 1922 في سان دييغو في الولايات المتحدة، وتوفي في 2 سبتمبر 1986 في شاطئ نيوبورت في الولايات المتحدة.

## وصلات خارجية
- جيم ويلسون على موقعبيزبول رفرنس.كوم (الدوري الرئيسي) (الإنجليزية)
- جيم ويلسون على موقعبيزبول رفرنس.كوم (الدوري الثانوي) (الإنجليزية)